# ستودانکا (ناحیه تاخوف)
ستودانکا (به چکی: Studánka) یک منطقهٔ مسکونی در جمهوری چک است که در ناحیه تاخوو واقع شده‌است. ستودانکا ۷٫۱ کیلومتر مربع مساحت و ۴۷۳ نفر جمعیت دارد و ۶۱۱ متر بالاتر از سطح دریا واقع شده‌است.